# Arnon Gafni
Arnon Gafni (hebrejsky ארנון גפני, žil 14. července 1932 – 13. srpna 2015) byl izraelský ekonom a guvernér izraelské centrální banky.

## Biografie
Narodil se v Tel Avivu. Studoval na Hebrejské univerzitě. Věnoval se ekonomickému výzkumu, byl rozpočtovým a finančním poradcem izraelské armády a zastával vrcholové posty v Izraelské správě přístavů. Guvernérem izraelské centrální banky byl v letech 1976–1981.